# Televisión Nacional de Chile
Televisión Nacional de Chile (TVN) – chilijska stacja telewizyjna uruchomiona 18 września 1969.

## Programy
- Buenos Días a Todos
- Corazon de Maria
- 24 Horas
- Amor en tiempo Record
- Los Treinta
- Una belleza nueva
- Pelotón
- El Baile en TVN
- 31 Minutos
- Último Minuto
- La Ruta de Amazonía
- Hora 25
- Mea Culpa
- Pasiones
- Rojo, Fama Contrafama
- Se Habla Español
- Ktoś Cię obserwuje (Alguien te mira)